# Joseph Ossai
Joseph Ossai (Lagos, 12 aprile 2000) è un giocatore di football americano nigeriano che milita nel ruolo di defensive end per i Cincinnati Bengals della National Football League (NFL).

## Carriera

### Cincinnati Bengals
Al college Ossai giocò a football a Texas. Fu scelto nel corso del terzo giro (69º assoluto) nel Draft NFL 2021 dai Cincinnati Bengals. Nella seconda gara di pre-stagione si ruppe il menisco. Fu inserito in lista infortunati il 31 agosto, chiudendo la sua stagione.
Ossai debuttò nella NFL nella prima gara della stagione 2022 contro i Pittsburgh Steelers. Nell'ultimo turno contro i Baltimore Ravens recuperò un fumble che ritornò in touchdown nella vittoria per 27–16. La sua stagione si chiuse disputando 16 partite, nessuna delle quali come titolare, con 17 tackle, 3,5 sack, un passaggio deviato e due fumble recuperati. Nella finale della AFC contro i Kansas City Chiefs commise una penalità per violenza non necessaria a otto secondi dal termine sul quarterback Patrick Mahomes che costò alla sua squadra 15 yard e avvicinò il tentativo di field goal (45 yard) che il kicker Harrison Butker segnò, portando i Chiefs al Super Bowl.

## Palmarès
- American Football Conference Championship: 1

Cincinnati Bengals: 2021